# Jó estét kívánok, megjöttek a fehérvári huszárok
A Jó estét kívánok… kezdetű csárdás Bognár Ignác karigazgató szerzeménye. Szövegét Nádor József írta. Témája a híres fehérvári huszárezreddel kapcsolatos.
Feldolgozás:
| Szerző        | Mire          | Mű                    |
| ------------- | ------------- | --------------------- |
| Farkas Ferenc | ének, zongora | 50 csárdás, 24. kotta |

## Kotta és dallam
Jó estét kívánok, megjöttek a fehérvári huszárok!

Jó estét kívánok, megjöttek a fehérvári huszárok!

Jöttek, mentek, győztek, sok kislányt megfőztek,

Jó estét kívánok, megjöttek a fehérvári huszárok!

## Felvételek
- Jó estét kívánok. Sárdy János  YouTube (2011. január 26.)  (Hozzáférés: 2017. január 18.) (videó) A kép és a hang elcsúszott egymástól.
- Jó estét kívánok. YouTube (2009. november 10.)  (Hozzáférés: 2017. január 18.) (audió) 1:45-ig.
- Jó estét kívánok. Drágán Lajos  YouTube (2011. szeptember 4.)  (Hozzáférés: 2017. január 18.) (videó)
- Jó estét kívánok (egyveleg). Doroszlói Rezesbanda  YouTube (2015. augusztus 18.)  (Hozzáférés: 2017. január 18.) (audió, képsorozat) 1:08-ig.